# Intermídia

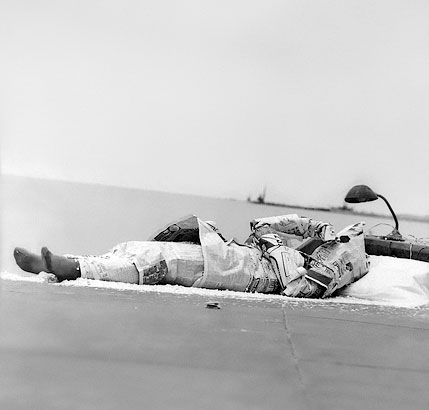
Marta Minujín Leyendo las noticias

Intermídia é um termo cunhado em meados dos anos 1960 por Dick Higgins, um dos fundadores do Grupo Fluxus, para caracterizar o que ele chamava de "obra intermídia", ou seja, obras de arte que se construíam na interseção de dois ou mais meios. Na contemporaneidade o termo é utilizado para designar a dinâmica de conexões entre ambientes midiáticos diversificados na Internet, constituindo espaços transmidiáticos dos quais emergem novos formatos de comunicação.